# Madagascaridia condei
Madagascaridia condei är en urinsektsart som beskrevs av Josef Nosek 1978. Madagascaridia condei ingår i släktet Madagascaridia och familjen lönntrevfotingar. Inga underarter finns listade i Catalogue of Life.